# Miladin Kozlina
Miladin Kozlina (Celje, Slovenija, 11. veljače 1982.) je slovenski rukometaš član Rukometnog kluba Celje. Član je i Slovenske rukometne reprezentacije. Igra na poziciji lijevog vanjskog.